# Next Top Model by Cătălin Botezatu (mùa 1)
Next Top Model by Cătălin Botezatu, Mùa 1 là mùa đầu tiên của Next Top Model by Cătălin Botezatu được phát sóng vào ngày 3 tháng 2 năm 2011.
Cuộc thi được host bởi nhà thiết kế thời trang Cătălin Botezatu. Ban giám khảo được hoàn thiện bởi nhiếp ảnh gia Gabriel Hennessey, nghệ sĩ trang điểm Mirela Vascan, nhà tạo mẫu tóc Laurent Tourette và quản lý người mẫu Liviu Ionescu.
Người chiến thắng là Emma Dumitrescu, 16 tuổi từ Bucharest. Giải thưởng của cô là 1 hợp đồng người mẫu với MRA Models trong 4 năm và giải thưởng tiền mặt trị giá €70.000.

## Các thí sinh

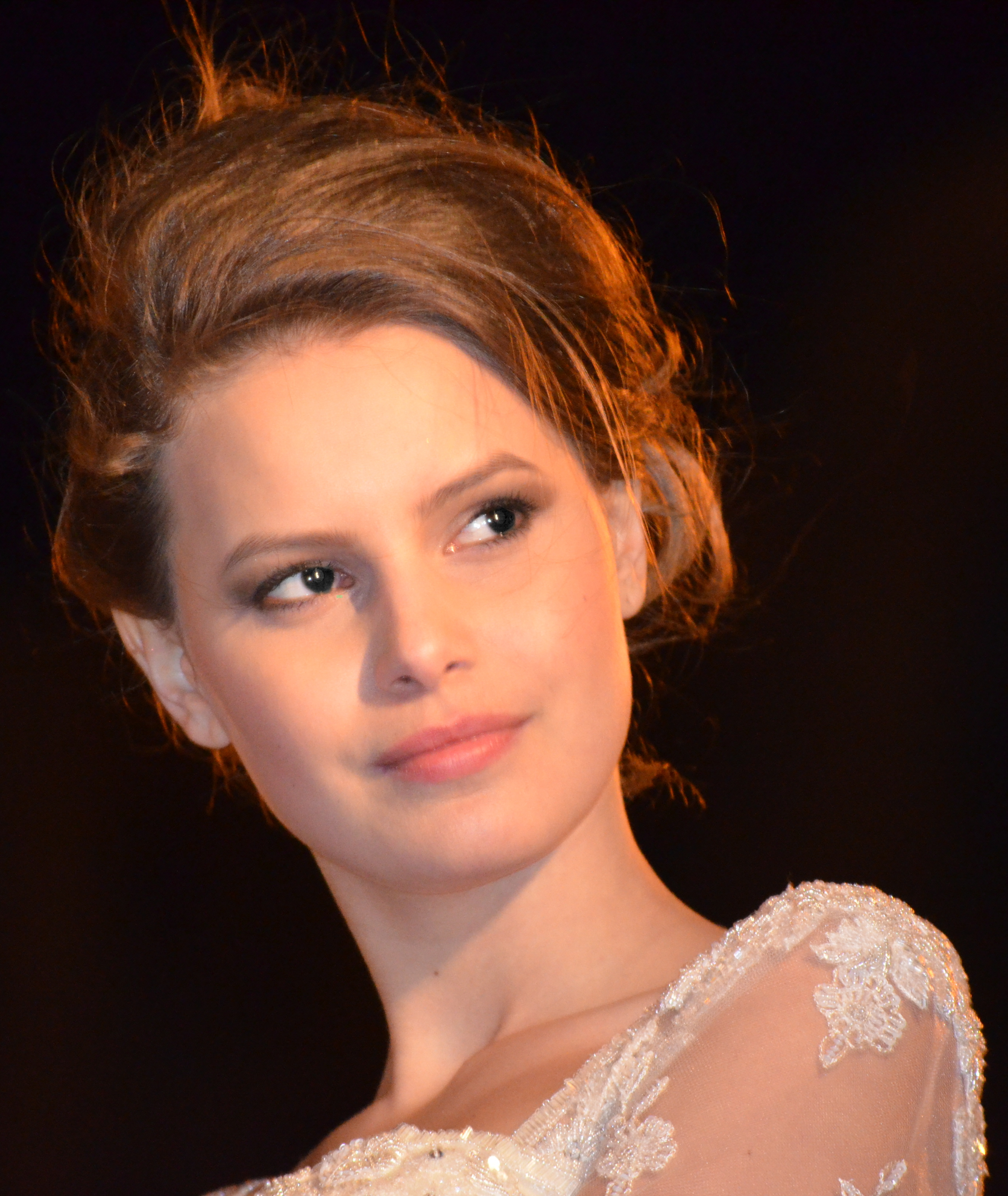
Emma Roxana Dumitrescu (Quán quân mùa đầu tiên của Next Top Model by Cătălin Botezatu).

(Tuổi tính từ ngày dự thi)
| Thí sinh          | Tuổi | Chiều cao               | Quê quán          | Bị loại ở | Hạng                   |
| ----------------- | ---- | ----------------------- | ----------------- | --------- | ---------------------- |
| Anca Vasile       | 18   | 1,76 m (5 ft 9+1⁄2 in)  | Ploiești          | Tập 2     | 12                     |
| Diana Donoiu      | 18   | 1,82 m (5 ft 11+1⁄2 in) | Craiova           | Tập 3     | 11                     |
| Sara Măgurean     | 16   | 1,73 m (5 ft 8 in)      | Reșiţa            | Tập 4     | 10                     |
| Adela Neagu       | 21   | 1,78 m (5 ft 10 in)     | Bucharest         | Tập 5     | 9                      |
| Lucia Popa        | 23   | 1,75 m (5 ft 9 in)      | Giurgiu           | Tập 6     | 8 (tước quyền thi đấu) |
| Inga Ojog         | 19   | 1,78 m (5 ft 10 in)     | Chișinău, Moldova | Tập 6     | 7                      |
| Otilia Pană       | 21   | 1,71 m (5 ft 7+1⁄2 in)  | Timișoara         | Tập 7     | 6                      |
| Alexandra Băbăscu | 18   | 1,76 m (5 ft 9+1⁄2 in)  | Bucharest         | Tập 9     | 5                      |
| Laura Dumitru     | 19   | 1,78 m (5 ft 10 in)     | Vălenii de Munte  | Tập 10    | 4                      |
| Roxana Cristian   | 25   | 1,80 m (5 ft 11 in)     | Bacău             | Tập 11    | 3                      |
| Mădălina Barbu    | 25   | 1,77 m (5 ft 9+1⁄2 in)  | Bucharest         | Tập 12    | 2                      |
| Emma Dumitrescu   | 16   | 1,74 m (5 ft 8+1⁄2 in)  | Bucharest         | Tập 12    | 1                      |

## Thứ tự gọi tên
| 1  | Roxana      | Roxana    | Otilia    | Alexandra | Laura     | Alexandra | Roxana    | Mădălina        | Mădălina  | Emma     | Mădălina | Emma     |  |  |  |  |  |  |  |  |  |  |
| 2  | Otilia      | Mădălina  | Laura     | Laura     | Alexandra | Mădălina  | Laura     | Emma            | Laura     | Mădălina | Emma     | Mădălina |  |  |  |  |  |  |  |  |  |  |
| 3  | Inga        | Laura     | Alexandra | Roxana    | Mădălina  | Roxana    | Alexandra | Roxana          | Emma      | Roxana   | Roxana   |          |  |  |  |  |  |  |  |  |  |  |
| 4  | Mădălina    | Alexandra | Mădălina  | Emma      | Otilia    | Otilia    | Mădălina  | Alexandra Laura | Roxana    | Laura    |          |          |  |  |  |  |  |  |  |  |  |  |
| 5  | Lucia       | Sara      | Inga      | Otilia    | Inga      | Laura     | Emma      | Alexandra Laura | Alexandra |          |          |          |  |  |  |  |  |  |  |  |  |  |
| 6  | Laura       | Emma      | Adela     | Mădălina  | Roxana    | Emma      | Otilia    |                 |           |          |          |          |  |  |  |  |  |  |  |  |  |  |
| 7  | Emma        | Inga      | Sara      | Lucia     | Lucia     | Inga      |           |                 |           |          |          |          |  |  |  |  |  |  |  |  |  |  |
| 8  | Alexandra   | Adela     | Emma      | Adela     | Emma      | Lucia     |           |                 |           |          |          |          |  |  |  |  |  |  |  |  |  |  |
| 9  | Anca        | Lucia     | Roxana    | Inga      | Adela     |           |           |                 |           |          |          |          |  |  |  |  |  |  |  |  |  |  |
| 10 | Sara        | Diana     | Lucia     | Sara      |           |           |           |                 |           |          |          |          |  |  |  |  |  |  |  |  |  |  |
| 11 | Adela Diana | Otilia    | Diana     |           |           |           |           |                 |           |          |          |          |  |  |  |  |  |  |  |  |  |  |
| 12 | Adela Diana | Anca      |           |           |           |           |           |                 |           |          |          |          |  |  |  |  |  |  |  |  |  |  |

     Thí sinh bị loại
     Thí sinh bị tước quyền thi đấu.
     Thí sinh không bị loại khi rơi vào cuối bảng
     Thí sinh chiến thắng cuộc thi
- Trong tập 1, Adela và Diana được giới thiệu vào cuộc thi.
- Trong tập 6, Lucia bị tước quyền thi đấu vì hành vi bạo lực của mình đối với Emma trước khi bắt đầu buổi đánh giá.
- Trong tập 7, Mădălina đã không tham gia chụp ảnh.
- Trong tập 8, Alexandra và Laura rơi vào cuối bảng nhưng không ai trong số họ đã bị loại.

### Buổi chụp hình
- Tập 2: Cuộc sống hoang dã với người mẫu nam (hoặc động vật bò sát)
- Tập 3: Tạo dáng trong nhà máy làm thịt
- Tập 4: Tạo dáng ở đền Karnak; Ảnh quảng cáo nước hoa ở bãi biển
- Tập 5: Tạo dáng ở khu lăng mộ Gizeh
- Tập 6: Khỏa thân với một phụ kiện
- Tập 7: Nữ hoàng tuyết
- Tập 8: Tạo dáng trên sa mạc Dubai với con Chi Cắt
- Tập 9: Áo tắm ở Burj Aj Arab
- Tập 10: Tạo dáng trong đền Ameno (nhóm và cá nhân)
- Tập 11: Đồ lót trong suốt trong thành Sighisoara
- Tập 12: Balê trên đường phố Paris; Ảnh chân dung vẻ đẹp theo nhóm lấy cảm hứng từ phim Thiên Nga Đen